# Poliopastea
Poliopastea é um gênero de traça pertencente à família Arctiidae.